# 魚津市役所
魚津市役所（うおづしやくしょ）は、日本の地方公共団体である魚津市の組織が入り執行機関としての事務を行う施設（役所）。

## 概要
富山県魚津市の市役所として造られた。魚津市政の中心である。
釈迦堂の本庁舎のほか、第1分庁舎（北鬼江313-2（旧魚津税務署庁舎）、教育委員会、交通センター、新川広域圏事務組合が入居）と第2分庁舎（釈迦堂1-9-28（旧魚津労働基準監督署庁舎）、上下水道局が入居）が存在する。
いずれも老朽化が著しいため、現庁舎前の駐車場に第1分庁舎と第2分庁舎を集約した3階建てを基本とした免震構造、72時間以上の電力供給が可能な非常用発電設備や太陽光発電設備、飲食店やコンビニエンスストアを設けた新庁舎を2027年度に着工し、2030年度中に開庁することになった。2025年度に基本設計、2026年度に実施設計に取り掛かる予定である。現庁舎は解体後に、2031年度までに駐車場として整備される。

## 沿革
- 1889年4月1日 - 町村制施行当初は、大町の旧新川県庁舎（藩政期は加賀藩の新川郡代役所として使用されていた）を町役場庁舎に充てていた。その後、何度か移転を繰り返した[5]。
- 1927年7月 - 魚津町役場が旧下新川郡議会議事堂（1900年建設）の建物を県から借り受け、荒町地内にあった町役場から移転[6]。現在の富山県魚津総合庁舎が建つ敷地に位置していた。
- 1952年4月1日 - 下新川郡内11村と新設合併・市制施行し、魚津市となり、魚津町役場庁舎はは魚津市役所庁舎として引き続き使用される。なお、この時点で道下村が合併する条件として将来的に魚津駅前を市役所を建設する候補地にすることを示し合併に同意したという経緯がある。1956年の暮れには「魚津駅前を市役所建設用地とする」と議決されたが、合併直後に発生した水害や魚津大火で市の財政が苦しくなり建設の目処が付かなくなっていた[7]。
- この間に、行政事務の増大と複雑化により庁舎が手狭になり、教育委員会や水道課などは1964年より旧魚津警察署庁舎にて[8]、農政課も本庁舎とは別の庁舎で、商工水産課は魚津水族館内にて運用されていた[6][9]。
- 1966年8月10日 - 新庁舎起工式（総工費2億2,500万円）[6]。
- 1967年
  - 10月6日 - 現在の魚津市役所本庁舎が完成する[6][注 2]。なお、当時の市役所所在地は住居表示未実施であったため、住所は釈迦堂113番地となっていた[11]。
  - 10月11日 - 新庁舎で執務開始。同時に分散されていた教育委員会・農政課などを新庁舎に統合[6]。
- 2000年7月 - 魚津市教育委員会と新川広域圏事務組合が旧魚津税務署建物の第1分庁舎に、水道局が旧魚津労働基準監督署の第2分庁舎にそれぞれ移転。これに伴い旧事務機械室がNICE TVの行政チャンネル番組の収録・編集用のスタジオに改装され、9月下旬から利用された[12]。

## アクセス
- 魚津駅東口より徒歩5分
- 魚津駅西口より徒歩10分
- 魚津市民バス「魚津市役所前」下車すぐ
- 北陸自動車道魚津インターチェンジより車で約10分

## 開庁時間
- 月曜日から金曜日の8時30分から17時15分（土曜日・日曜日・祝日・年末年始は閉庁）

## 周辺

### 公園
市役所の隣には公園がある。
名称：市役所前公園
園種別：街区公園
所在地：釈迦堂一丁目1-001
公園面積・開設面積(㎡)：6,069

### 周辺施設
- 魚津駅
  - 新魚津駅
- 柿の木割り
- 魚津ショッピングスクエア サンプラザ
- 大阪屋ショップ魚津釈迦堂店
- シメノドラッグ魚津店
- クスリのアオキ吉島店
- メガネのハラダ魚津店
- メガネの三城魚津店
- ファミリーマート魚津北鬼江店
- ローソン魚津上村木店
- セブンイレブン魚津釈迦堂1丁目店
- 魚津商工会議所ビル
  - 富山第一銀行魚津支店
  - インテック新川営業所
- アパホテル魚津駅前（旧・信開魚津ファーストホテル）
- ホテルグランミラージュ（旧・東京第一ホテル魚津）
- スカイホテル魚津（旧・ホテルサンルート魚津）
- スカイホテル魚津アネックス（旧・魚津スカイホテル）
- 魚津マンテンホテル
- ホテル美浪館
- ビジネスホテル美浪
- 北陸銀行魚津駅前支店
- にいかわ信用金庫魚津駅前支店
- 北陸労働金庫魚津支店
- 富山県信用組合
- 日本カーバイド工業魚津工場
- 常泉寺
- 日本通運黒部支店 魚津営業課
- 魚津上村木郵便局
- JAうおづ営農経済センター
- 魚津市農協会館（1967年に完成）
- ありそドーム
- 魚津市浄化センター